# Iryanthera juruensis
Iryanthera juruensis là một loài thực vật có hoa trong họ Myristicaceae. Loài này được Warb. mô tả khoa học đầu tiên năm 1905.